# راي ألان
راي ألان (بالإنجليزية: Ray Allan)‏ هو لاعب كرة قدم بريطاني في مركز حراسة المرمى، ولد في 5 مارس 1955 في كودنبيت ‏ في المملكة المتحدة. لعب مع ريث روفرز.

## وصلات خارجية
- راي ألان على موقع Soccerbase.com (لاعب) (الإنجليزية)